# جو براند
جو براند (بالإنجليزية: Joe Brand)‏ هو سياسي أمريكي، ولد في 3 أكتوبر 1925 في أناكوندا في الولايات المتحدة، وتوفي في 23 مايو 2003 في مونتانا في الولايات المتحدة. انتخب عضو مجلس نواب مونتانا.